# Tumnus
Tumnus, llamado generalmente Señor Tumnus, es un personaje de ficción creado por C. S. Lewis. Aparece en la serie titulada Las Crónicas de Narnia. Tumnus aparece por primera vez en El león, la bruja y el armario, publicado en 1950. Es un personaje destacado en este libro, y también aparece en El caballo y el muchacho y La última batalla. Mantuvo una estrecha amistad con Lucy Pevensie, ya que estando en Narnia, ella conoció primeramente a Tumnus antes que a los demás habitantes, así como Tumnus es el primer narniano que entra en acción en El león, la bruja y el ropero. Lewis, el autor de Las Crónicas de Narnia, dijo que a la hora de escribir dicho libro, a él se le vino a la cabeza una sola imagen: la de un sátiro llevando un paraguas y paquetes a través de un bosque cubierto de nieve. De esta manera, Tumnus es la inspiración inicial de todas las historias de Narnia. Según declaraciones del propio Lewis durante una entrevista para el Belfast Telegraph el personaje está inspirado en un compañero y amigo de la infancia, Philip Romeo, del cual se hizo amigo durante sus estudios en el Wynyard School. 
En la película Las Crónicas de Narnia: el león, la bruja y el armario de Walt Disney Pictures y Walden Media (lanzada en 2005), Tumnus es interpretado por James McAvoy.

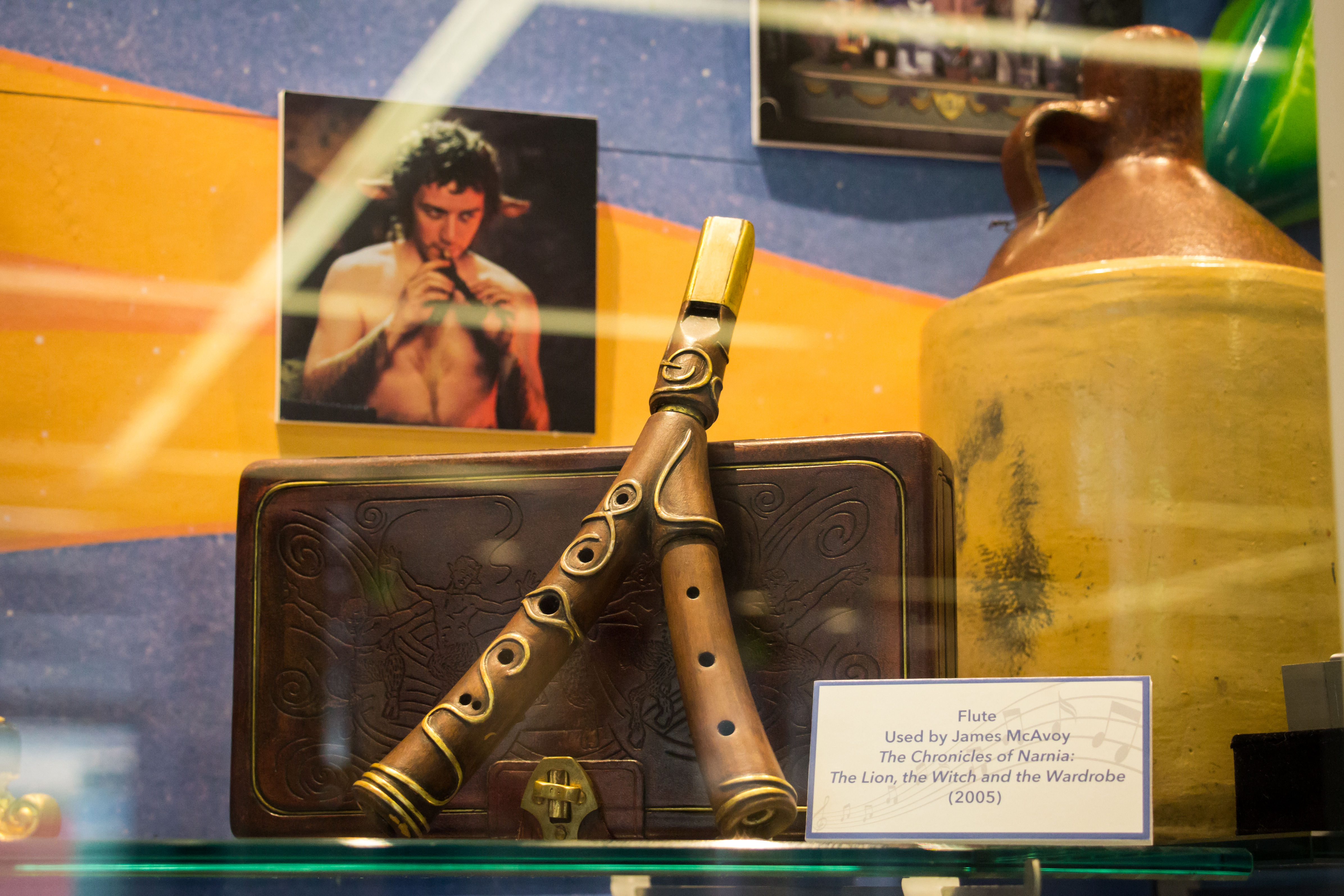
Flauta del Sr. Tumnus de la película The Chronicles of Narnia (2005).

Lewis describe a Tumnus como un ser con piel rojiza, pelo rizado, una breve barba, orejas puntiagudas, pezuñas, piernas de cabra color negro brillante, y una larga cola de cabra. Como aparece durante el invierno eterno en Narnia, viste una bufanda y usa un paraguas para protegerse de la nieve. En la versión cinematográfica de El león, la bruja y el armario, lanzada en 2005, Tumnus se ha representado con piernas brillantes y patas marrones.

## Historia

### El león, la bruja y el armario
Tumnus explica que creció en los bosques de Narnia antes de que la Bruja Blanca causara el eterno invierno. Antes de aquello, Tumnus disfrutaba de bailes a medianoche, tiempo de caza, festejos, búsquedas del tesoro y más. Sus muchos amigos no sólo eran faunos y ninfas, sino también dríades, enanas rojas, y otros.
Para el año 1000 (en el calendario narniano), Tumnus tenía más de 100 años, por lo cual se puede deducir que nació aproximadamente en los años 890-895 de Narnia. Su padre había fallecido en la guerra, y Tumnus vivía en una acogedora y amueblada cueva, no muy lejos del farol. A pesar de su aborrecimiento por la Bruja Blanca, él se convierte en un secuestrador a su servicio. Él toma la orden de entregar todo humano que se encuentre en Narnia a la Bruja. La primera humana con que se encuentra es Lucy Pevensie, quien llega a Narnia a través un armario mágico. En un esfuerzo para ganar su confianza, Tumnus invita a Lucy a su casa, donde le sirve té, sardinas y pasteles. Él le dice muchas historias de Narnia antes del eterno invierno y del reinado de la Bruja Blanca, y luego toca su flauta para ella. Su melodía hace que Lucy quiera reír, llorar, danzar y dormir al mismo tiempo, y ella desconoce el peligro de la verdadera intención de Tumnus. Sin embargo, cuando Lucy anuncia que debe regresar a casa, Tumnus comienza a llorar, y le confiesa cuáles eran sus intenciones. Él le dice a Lucy que no la llevará a la Bruja Blanca, aunque corre el riesgo de ser convertido en una estatua de piedra si no lo hace. Lucy perdona a Tumnus, y luego él la lleva segura hasta el farol, de donde Lucy regresa a su casa en su propio mundo. Lucy le da a Tumnus su pañuelo como recuerdo.
Lucy le da a Tumnus una segunda visita un corto tiempo después. Al mismo tiempo, su hermano Edmund se reúne con la bruja y le dice que su hermana ha estado en Narnia antes, y que se ha reunido con un fauno, dándole también su nombre. Poco después, Tumnus es detenido por la policía secreta de la bruja para ser llevado ante ella. Antes de su arresto, él le pasa el pañuelo de Lucy a su amigo, el señor Castor, pidiéndole que debe decirle a ella que lo peor sucedió. Tumnus fue hecho piedra, pero después Aslan lo resucita. Una vez derrotada la Bruja Blanca, y establecida la tetrarquía de los hermanos Pevensie, Tumnus se convierte en su consejero cuando éstos se convierten en reyes, durante la edad de oro narniana.
Al final de este libro, los Pevensie encuentran su camino de regreso a su infancia después de que Tumnus les informa que el Ciervo Blanco (quien le concede deseos a aquel que lo captura) se ha visto cerca de su casa. Mientras ellos buscan al Ciervo Blanco, llegan al Erial del Farol, por donde entraron a Narnia 15 años antes. Luego, accidentalmente llegan de nuevo a Inglaterra a través del mismo armario ubicado en la casa del Profesor Kirke. Estando allí, se dan cuenta de que vuelven a ser niños.

### El caballo y el muchacho
En este libro, mientras duraba la Edad de Oro de Narnia, Tumnus sigue viviendo en su bella cueva. Él acompaña a Edmund y Susan (hermanos de Lucy) en su viaje a Tashbaan, capital de Calormen. Cuando ellos se dan cuenta de que pueden ser tomados prisioneros si Susan se niega a casarse con el Príncipe Rabadash, Tumnus concibe el plan de escape.

### El príncipe Caspian
En este libro, cuando ya pasaron 1300 años de no haber ido a Narnia, Lucy menciona que todos los seres queridos que habían conocido (incluyendo al Sr. Tummus) ya no estaban.

### La última batalla
Después de varios siglos narnianos, Tumnus se reúne con Lucy al final de este libro. Es mencionado cuando los ocho amigos de Narnia (los humanos que conocieron Narnia) llegan al país de Aslan